# Schlacht bei Brignais
In der Schlacht bei Brignais schlugen am 6. April 1362 marodierende entlassene Söldner der Grandes Compagnies eine französische Armee unter dem Kommando von Jean de Melun, Graf von Tancarville.

## Vorgeschichte
Seit dem Beginn des Hundertjährigen Kriegs hatte Frankreich in der Schlacht von Crécy (1346) und der Schlacht von Maupertuis (1356) verheerende Niederlagen erlitten. Bei Maupertuis fiel König Johann II. in englische Gefangenschaft, aus der er erst 1360 nach dem Vertrag von Brétigny freikam. Während des darauf folgenden Waffenstillstands plünderten die Söldner, die von ihren Dienstherren entlassen worden waren, das Land. Johann II. beschloss, sie zu vernichten, woraufhin die Söldner sich zu ihrer Verteidigung zu größeren Gruppen zusammenschlossen.

## Schlacht
Am 6. April 1362 nutzte eine dieser Kompanien, die Tard-Venus, einen Überraschungseffekt, um eine französische Armee bei Brignais südlich von Lyon zu vernichten. Mehrere Adlige fanden an diesem Tag den Tod, darunter Jacques I. de Bourbon, Graf von La Marche und Connétable von Frankreich, dessen ältester Sohn Pierre, sowie Louis d’Albon, Graf von Forez. Viele weitere wurden gefangen genommen. Ursache dieser Niederlage war ein Mangel an Disziplin auf Seiten der Ritter, die ohne Infanterie antraten und auch auf Kundschafter verzichtet hatten.

## Folgen
Frankreichs neuer König Karl V. bekam die Bedrohung durch die entlassenen Söldner in den Griff, indem er seinen Feldherrn Bertrand du Guesclin beauftragte, die Söldner zu sammeln und Feldzüge nach Ungarn und Spanien zu unternehmen. Die Söldner waren außer Landes und kämpften nun sogar für Frankreich.